# جون غريف وودز
جون غريف وودز (بالإنجليزية: John Grieve Woods)‏ هو طبيب أسترالي، ولد في 17 يناير 1900، وتوفي في 27 أبريل 1980.